# 热动说

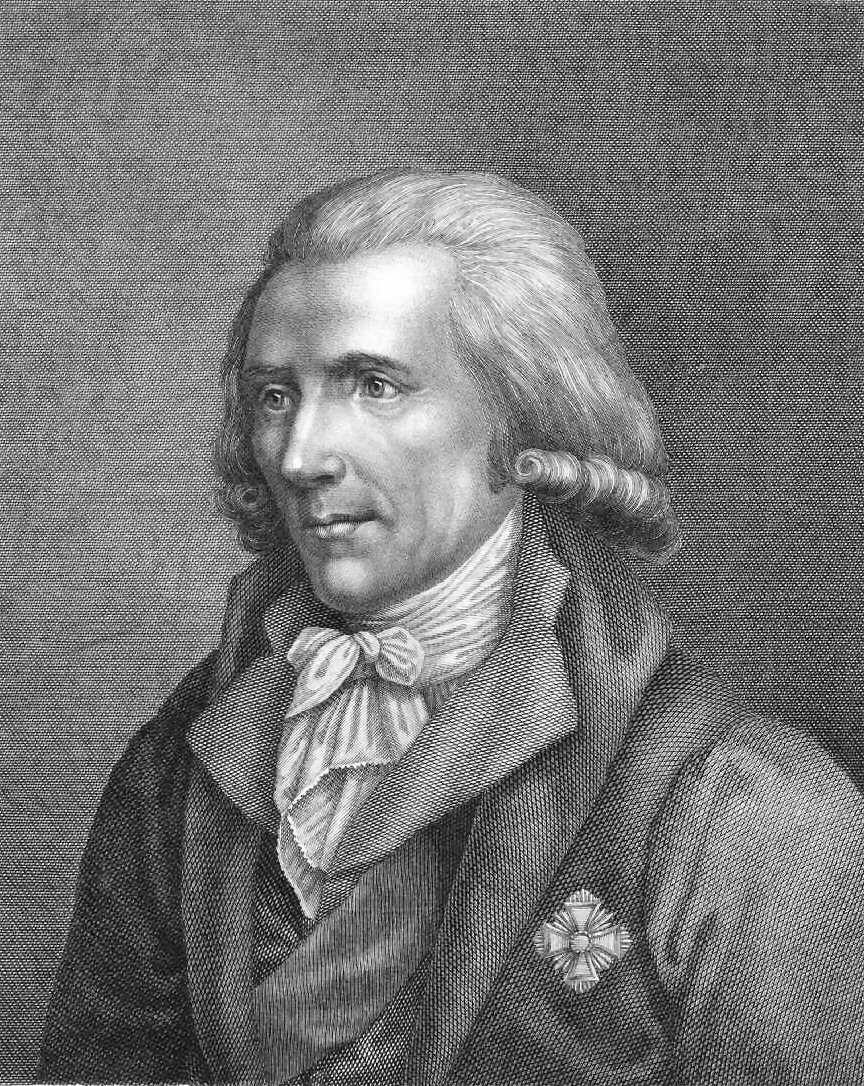
伦福德伯爵

热动说是一种解释热现象的学说，由伦福德伯爵于1798年引入，并由法国物理学家尼古拉·卡诺进一步发展。这一学说指出热量与机械功在改变内能方面是等价的。这一学说的验证与热功当量的测定密切相关。而在接下来的整个19世纪，随着鲁道夫·克劳修斯于1850年提出热力学第二定律，这一学说又进一步发展成为较为完备的热力学理论。在1851年，在其著作《论热的动力学理论》（On the Dynamical Theory of Heat）中，开尔文勋爵，基于当时詹姆斯·普雷斯科特·焦耳等人的实验，如是概括了这一学说：“热并非一种物质，而是一种运动现象，我们认为在机械功和热量之间必存在着一如因与果一般的等量关系。” 
随后，“热动说”这一名词逐渐被新的“热力学”这一名词取代。如1876年，理查德·西尔斯·麦卡洛在其热力学专著中提及：“热动说，又称热力学，是一将热现象当作物质运动体现的科学分支”。
这一学说在19世纪被引用来解释与热相关的大量概念、理论、定律、关系以及实验现象等，比如测温学、量热学、燃烧、比热、以及对气体压缩或膨胀时所释放或吸收的热量的讨论等等。而这一方面最为有名的专著之一是英国物理学家詹姆斯·克拉克·麦克斯韦于1871年发表的《热理论》（Theory of Heat），在这本书中他提出了著名的麦克斯韦妖。 而在此之前，在德国物理学家和数学家鲁道夫·克劳修斯于1850年发表的一篇著名论文中，熵这一概念开始被引入。
“热动说”通常与解释热现象的另一种学说——热质说——形成对比。依照热质说观点，热是一种可以从物体表面流进或流出并可在组成物质的原子间找到的一种无质量的流体。
从现在的观点来看，热与机械功之间的等价关系并不意味着他们本质上完全等同。他们之间本质上的差异在光谱学上体现得尤为明显。